# Toxicidad aguda
La toxicidad aguda (en inglés Acute toxicity) describe los efectos adversos de una sustancia que son consecuencia de una sola exposición o de múltiples exposiciones en un corto espacio de tiempo (normalmente menos de 24 horas).  Para ser descrita como toxicidad aguda los efectos adversos deben ocurrir dentro de los 14 días de la administración de la sustancia. 
La toxicidad aguda se distingue de la toxicidad crónica, la cual describe los efectos adversos de exposiciones repetidas sobre la salud, a menudo, a niveles bajos de una sustancia sobre un largo período (meses o años).
Se considera no ético usar humanos para las pruebas en la búsqueda de la toxicidad crónica o aguda. Sin embargo, se aprovecha cierta información obtenida de exposiciones accidentales en humanos. La mayoría de los datos proceden de experimentación con animales, o más recientemente, pruebas in vitro e inferencia estadística de datos de sustancias similares.

## Valores experimentales
- Dosis sin efectos adversos observables ( No-observed-adverse-effect level, NOAEL
- Nivel en el que se observan los menores efectos adversos / Lowest-observed-adverse-effect level, LOAEL
- Concentración tolerable máxima / Maximum tolerable concentration, MTC, LC 0 ; Dosis máxima tolerable / Maximum tolerable dose, MTD, LD 0
- Concentración letal mínima / Minimum lethal concentration, LC min ; Dosis letal mínima / Minimum lethal dose, LD min
- Concentración letal mediana / Median lethal concentration, LC 50 ; Dosis letal mediana / Median lethal dose, LD 50 ; Periodo letal mediana / Median lethal time, LT 50
- Concentración letal absoluta / Absolute lethal concentration, LC 100 ; Dosis letal absoluta / Absolute lethal dose, LD 100

El valor más referenciado en la industria química es el LD50 .

## Respuestas y tratamientos
Cuando una persona ha estado expuesta a una dosis de toxicidad aguda de una sustancia, puede ser tratada de muchas maneras para minimizar los efectos nocivos. Obviamente, la gravedad de la respuesta se relaciona con la gravedad de la respuesta tóxica. Estos métodos de tratamiento incluyen (pero no se limitan a):
- Ducha de emergencia, utilizada para la eliminación de productos químicos irritantes o peligrosos de la piel.
- Lavaojos de emergencia, se utiliza para quitar cualquier producto químico irritante o peligrosos de los ojos.
- Carbón activado se utiliza para unir y eliminar las sustancias nocivas que se consumen por vía oral. Esto se utiliza como una alternativa al lavado gástrico convencional.